# Zug-En(d)te

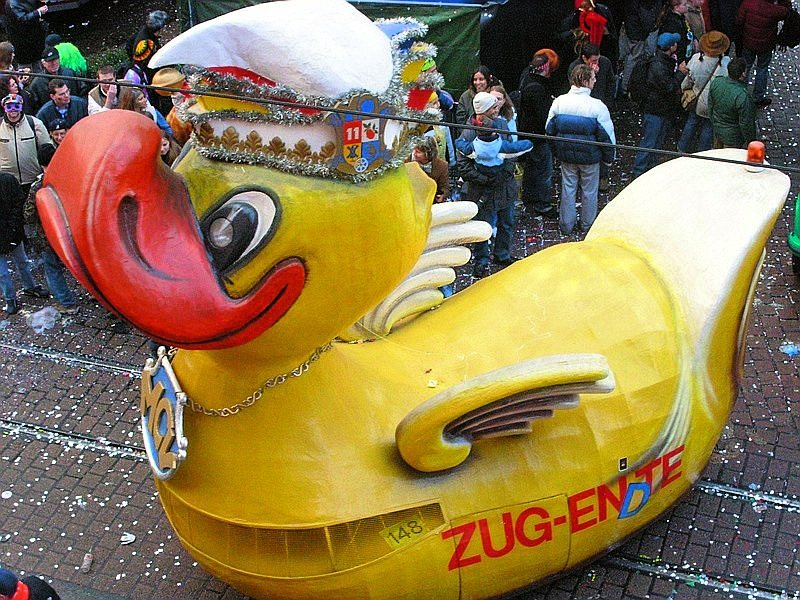
Zug-En(d)te 2004

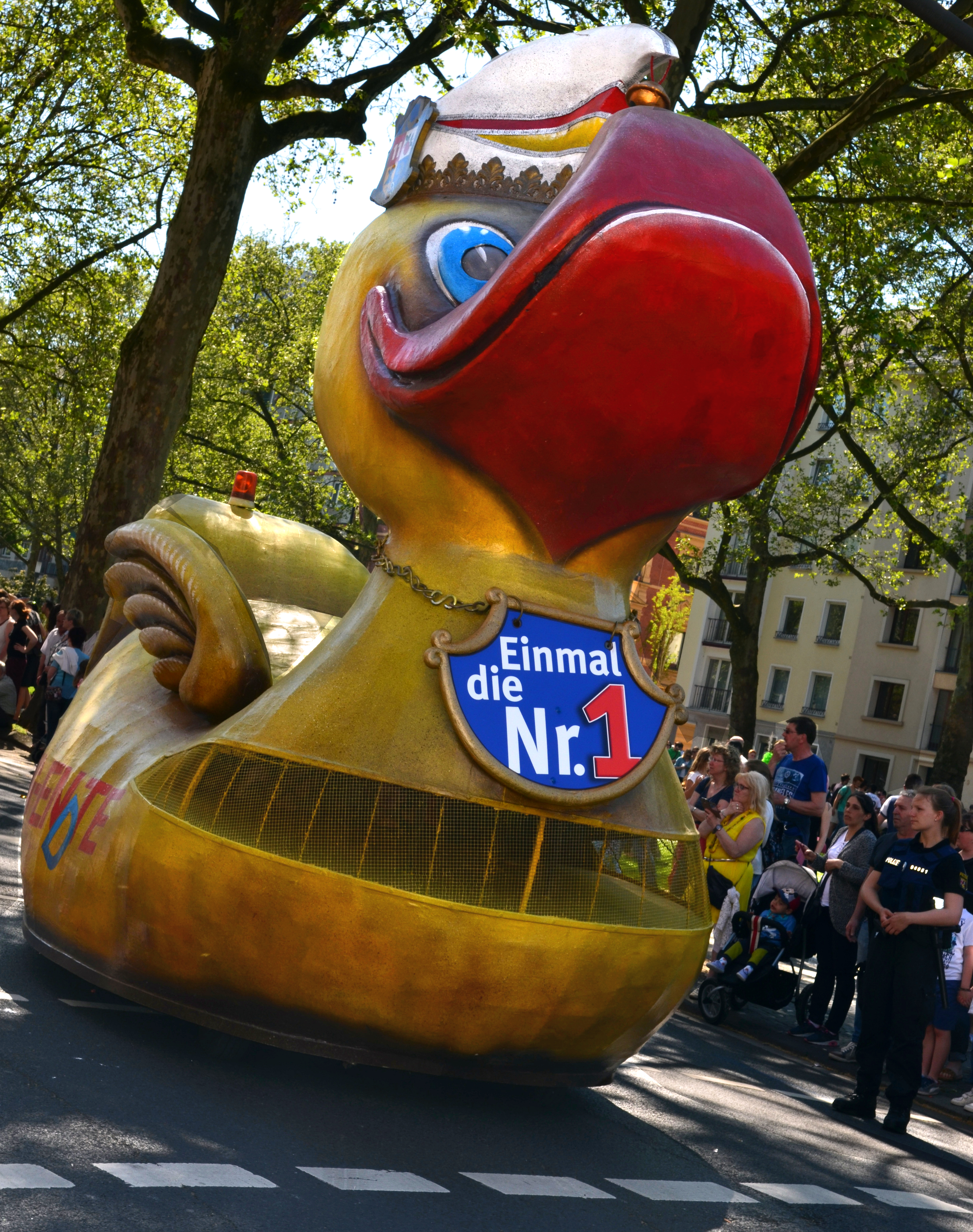
Beim 200-jährigen Jubiläum von Rheinhessen 2016 durfte die Zugente beim Rheinhessenfestumzug im Mai in Mainz die Nummer 1 sein

Zug-En(d)te beim Rosenmontagszug 2020. Erstmals mit Elektroantrieb

Die Zug-En(d)te ist ein von Dieter Wenger 1990 geschaffener selbstfahrender Motivwagen für den Mainzer Rosenmontagszug; sie ist der letzte Motivwagen des Umzuges (Ende des Zuges / Zug Ende).
Vorher ging ein Schwellkopp in Entenform am Ende des Rosenmontagszugs. Irgendwann war er aber so schwer beschädigt, dass ein Ersatz her musste.

## Entstehung und Weiterentwicklung
Vor der Fastnachtskampagne 1990 übernahm der MCV-Wagenbauer Dieter Wenger von seiner Sekretärin einen VW Käfer Baujahr 1973. Ihn nahm er als Grundgerüst und verwandelte den Wagen in den selbstfahrenden Motivwagen. Als Vorbild diente für das Wortspiel Ende die Ente, genauer ein Quietscheentchen. Auf ihrem Kopf trägt sie eine Narrenkappe mit dem Wappen des MCV und um den Hals eine Kette mit einem Anhänger und den Buchstaben MCV. Auf ihrem Bürzel ist eine orange-gelbe Rundumkennleuchte angebracht. Sie wird für die Fahrt von der Wagenhalle zum Zug und nach dem Zug zurück in die Wagenhalle benötigt. Seitlich steht in roten Großbuchstaben der Schriftzug „ZUG-ENTE“. Zwischen die beiden Buchstaben N und T von „Ente“ schiebt sich von unten ein schräges blaues D für „Ende“ ein.
Ende der 2010er-Jahre stotterte der über 40 Jahre alte Motor so sehr, dass die Zugente am Rosenmontag passen musste. 2018 erklärte sich eine Kfz-Werkstatt aus Meisenheim bereit, ehrenamtlich den Motor wieder zum Laufen zu bringen. Hierzu wurde der Motor des alten Käfers komplett ausgebaut, generalüberholt, die Zündanlage erneuert und eine neue Kupplung eingebaut. Trotz der Generalüberholung gab der Motor der Ente nach wenigen Metern mit einem lauten Knall den Geist beim Umzug 2019 auf.
Die Verantwortlichen beim MCV entschlossen sich daraufhin „dem knallgelben Sympathieträger der Mainzer Straßenfastnacht einen neuen Antrieb zu verpassen“ und ließen einen Elektromotor für den Umzug 2020 einbauen. Die notwendigen Gelder wurden über verschiedene Spendenaktionen unter dem Motto „Rettet die MCV-Zug-Ente“ im Sommer 2019 gesammelt. Es ist ein Asynchronmotor mit 20 Kilowatt Dauerleistung und einer 6 kWh Lithiumbatterie, der ohne das umweltschädliche Cobalt auskommt. Damit fährt die Ente emissionsfrei und kann am Rosenmontag die ganze Strecke bewältigen. Zu Testzwecken wurde vor Rosenmontag 2020 am Flugplatz Finthen ein Belastungstest oder Stresstest mit der Zugente unternommen.
Während der COVID-19-Pandemie 2021 trug die Zugente einen in den Fastnachtsfarben rot-weiß-blau-gelb gehaltenen „Schnabelschutz“ (Alltagsmaske).
Premiere feierte beim Rosenmontagszug 2025 nicht nur der neue Wagenbauer Stefan Hisge, sondern auch sein „Kinder-Enten-Anhänger“.

## Närrische Ehrungen
- 2006: Zugplakettche für den Mainzer Rosenmontagszug
- 2010: Die Gonsenheimer Musikgruppe Schnorreswackler sangen bei der Fernsehsitzung Mainz bleibt Mainz, wie es singt und lacht das Lied: „Ich will nicht am Rosenmontag immer das Letzte sein, will am Rosenmontag auch mal ganz vorne sein …“.
- 2016: Die Zugente eröffnete als Nummer 1 den Rheinhessen-Umzug, den Ersatz-Umzug für den ausgefallenen Rosenmontagszug (Einmal die Nr. 1).

## Marketing
Die Zugente gibt es als Schlüsselanhänger, als Kuscheltier, als Spieluhr und als Badeente zu kaufen.
Auch in den Sozialen Medien ist die Ente mit eigenen Seiten bzw. Benutzerkonto präsent.

## Bilder

Zug-En(d)te Testfahrt mit dem E-Antrieb
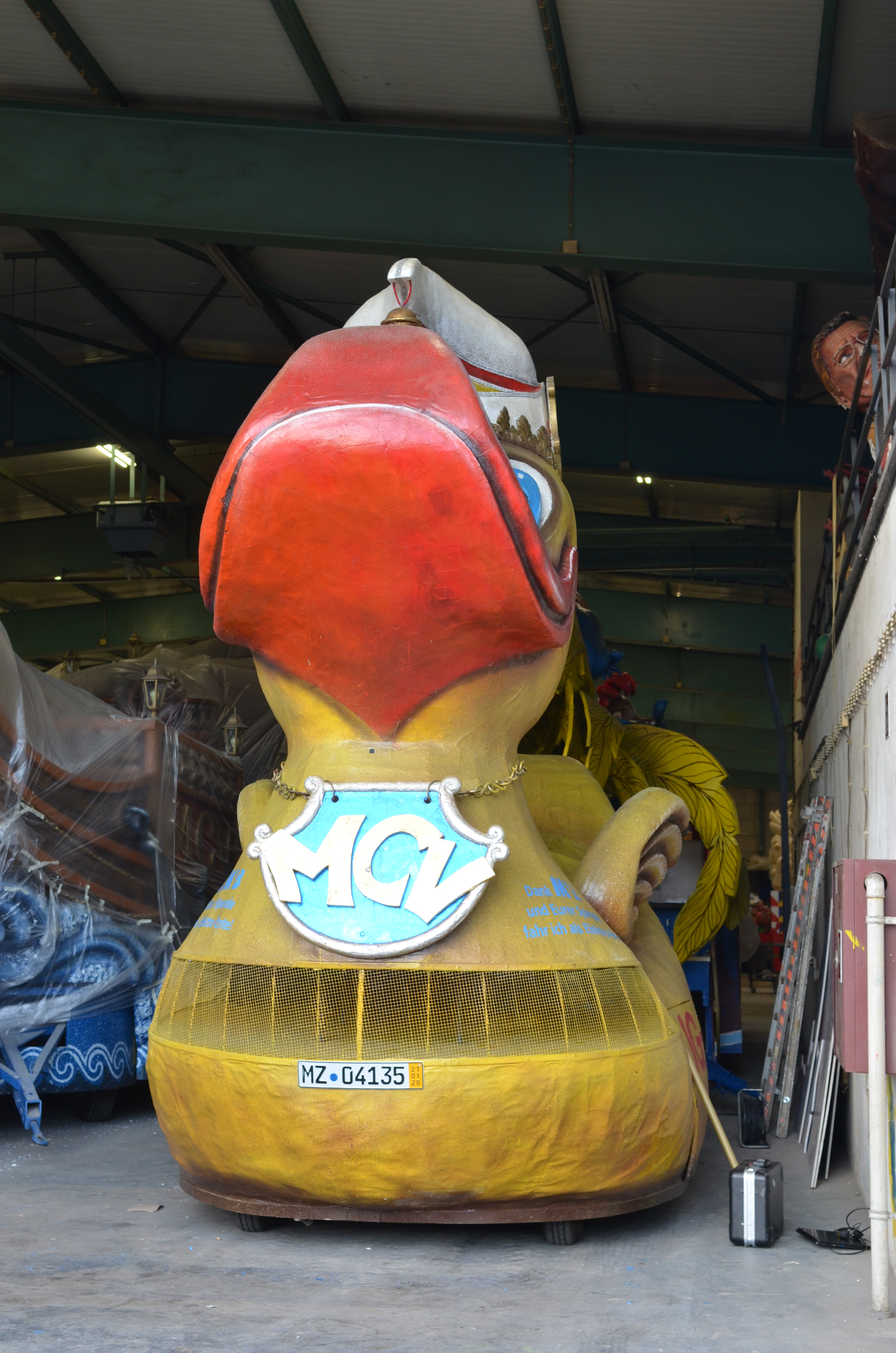
Die Zug-En(d)te in der Wagenhalle des MCV in Mainz-Mombach.
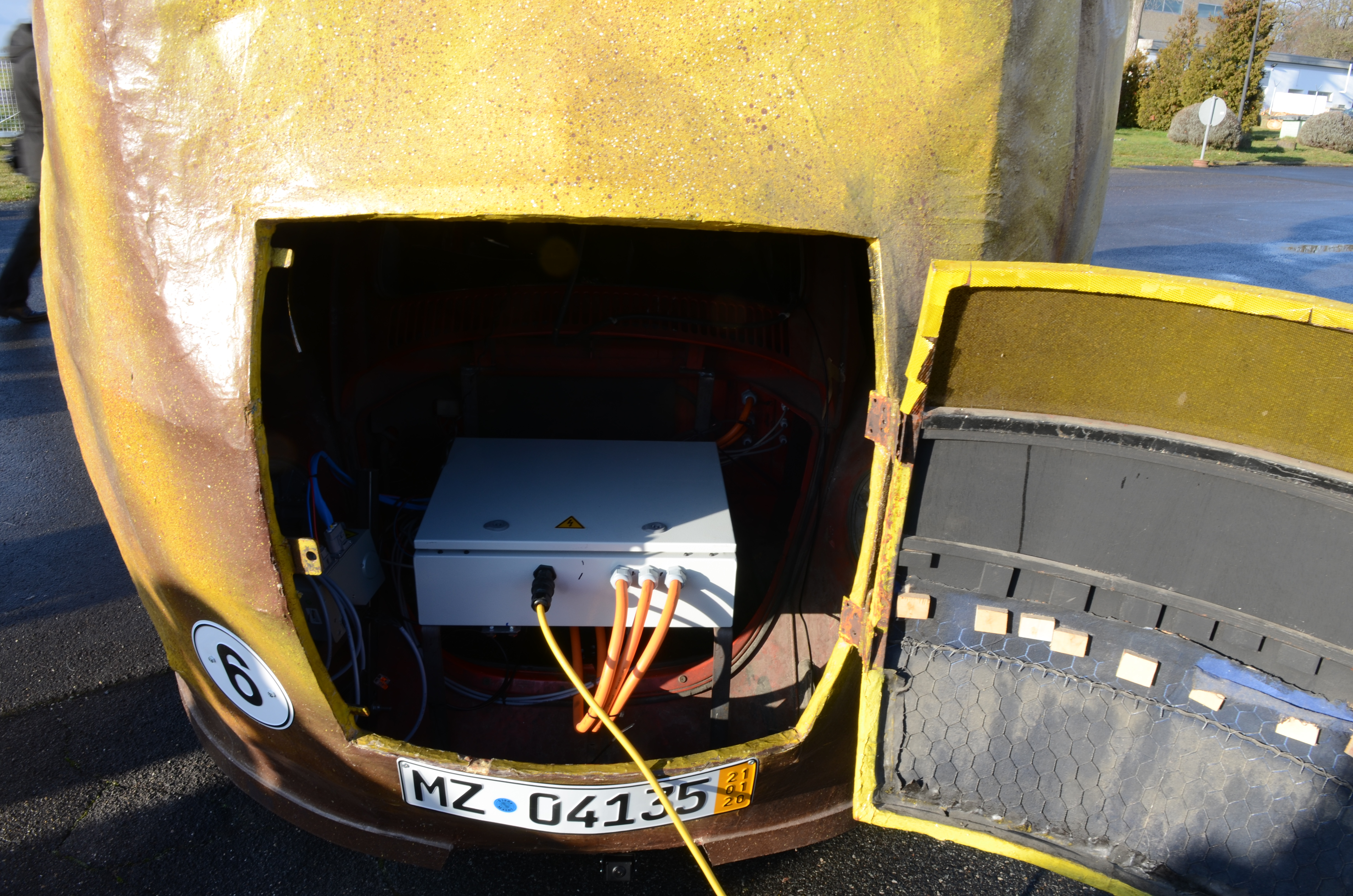
Blick auf den Elektromotor.
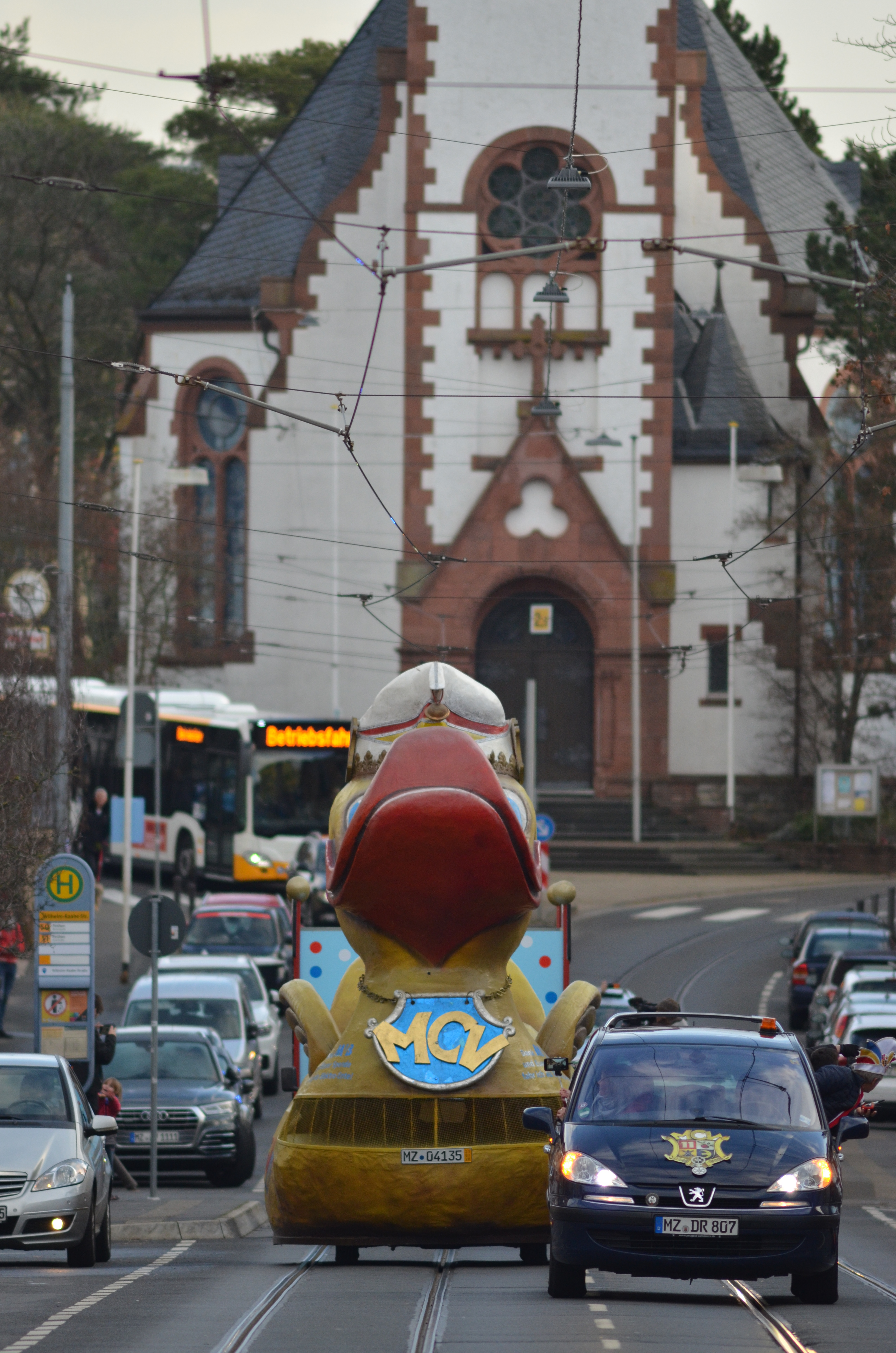
Testfahrt mit Elektromotor 2020 auf der Straße in Gonsenheim. Im Hintergrund die „Inselkirche“.
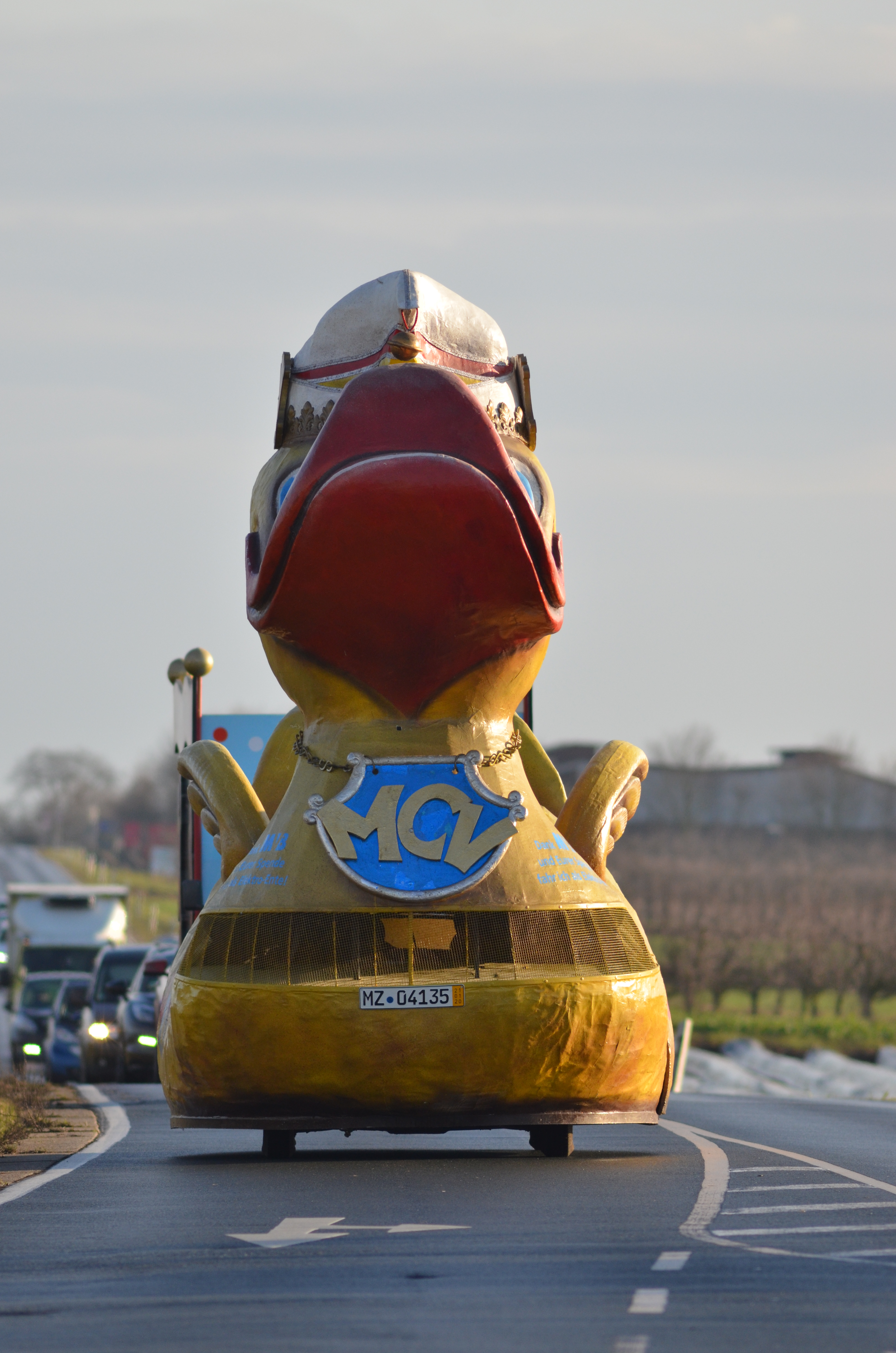
Testfahrt auf der Straße zum Flugplatz Finthen.
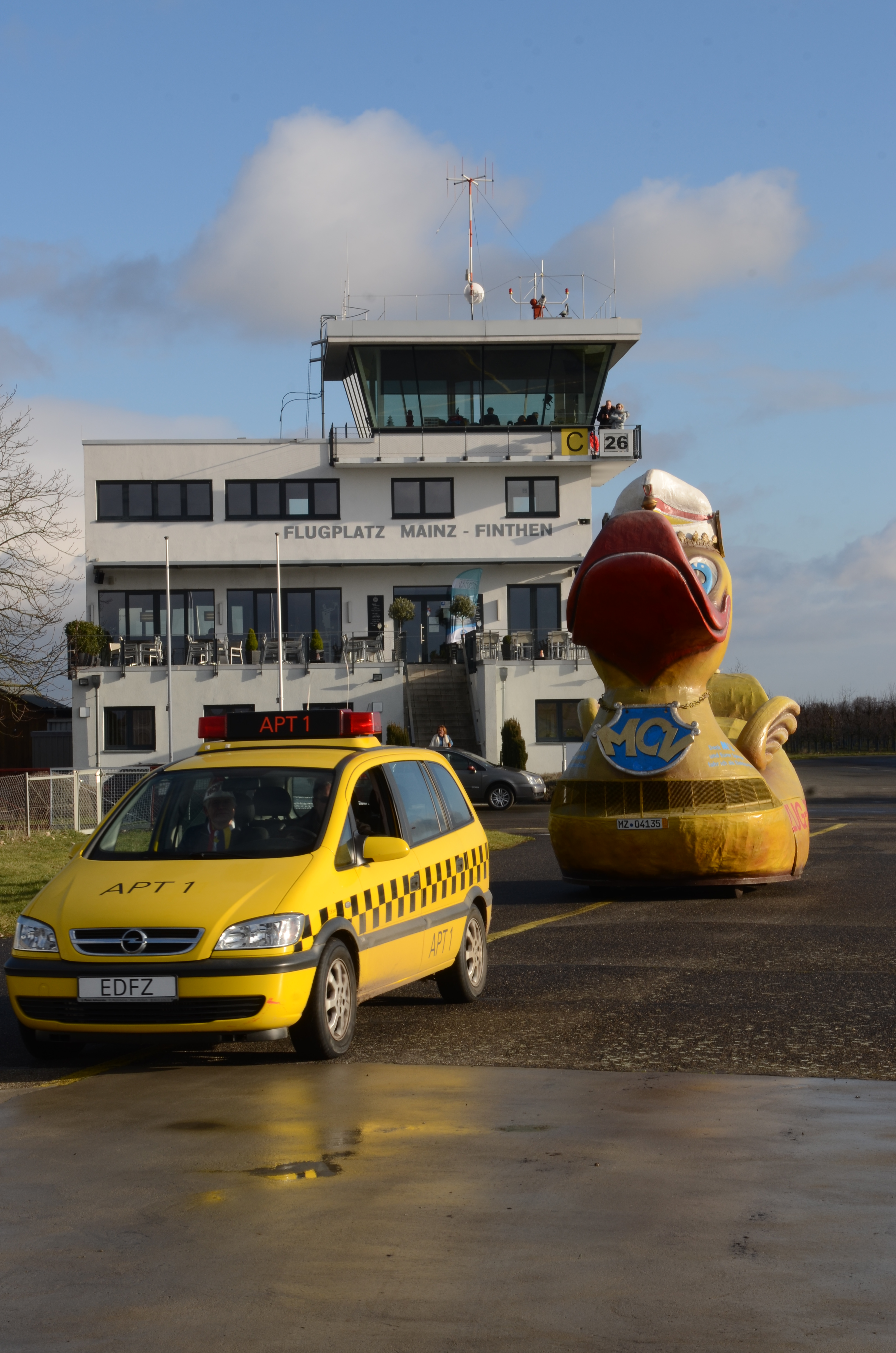
Testfahrt der Zug-En(d)te auf dem Flugplatz Finthen.
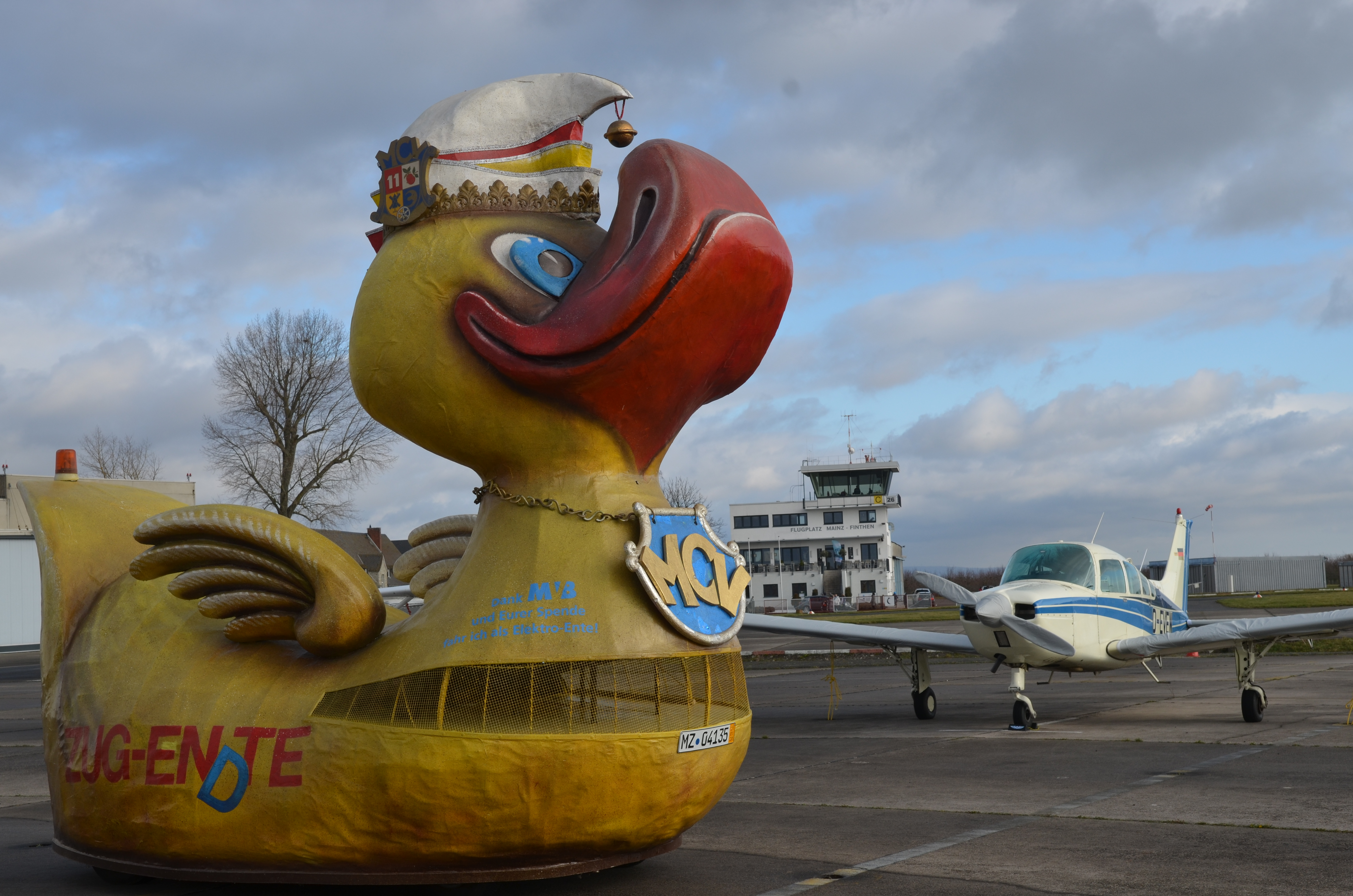
Testfahrt der Zug-En(d)te auf dem Flugplatz Finthen.

Zug-En(d)ten-Nachwuchs 2025
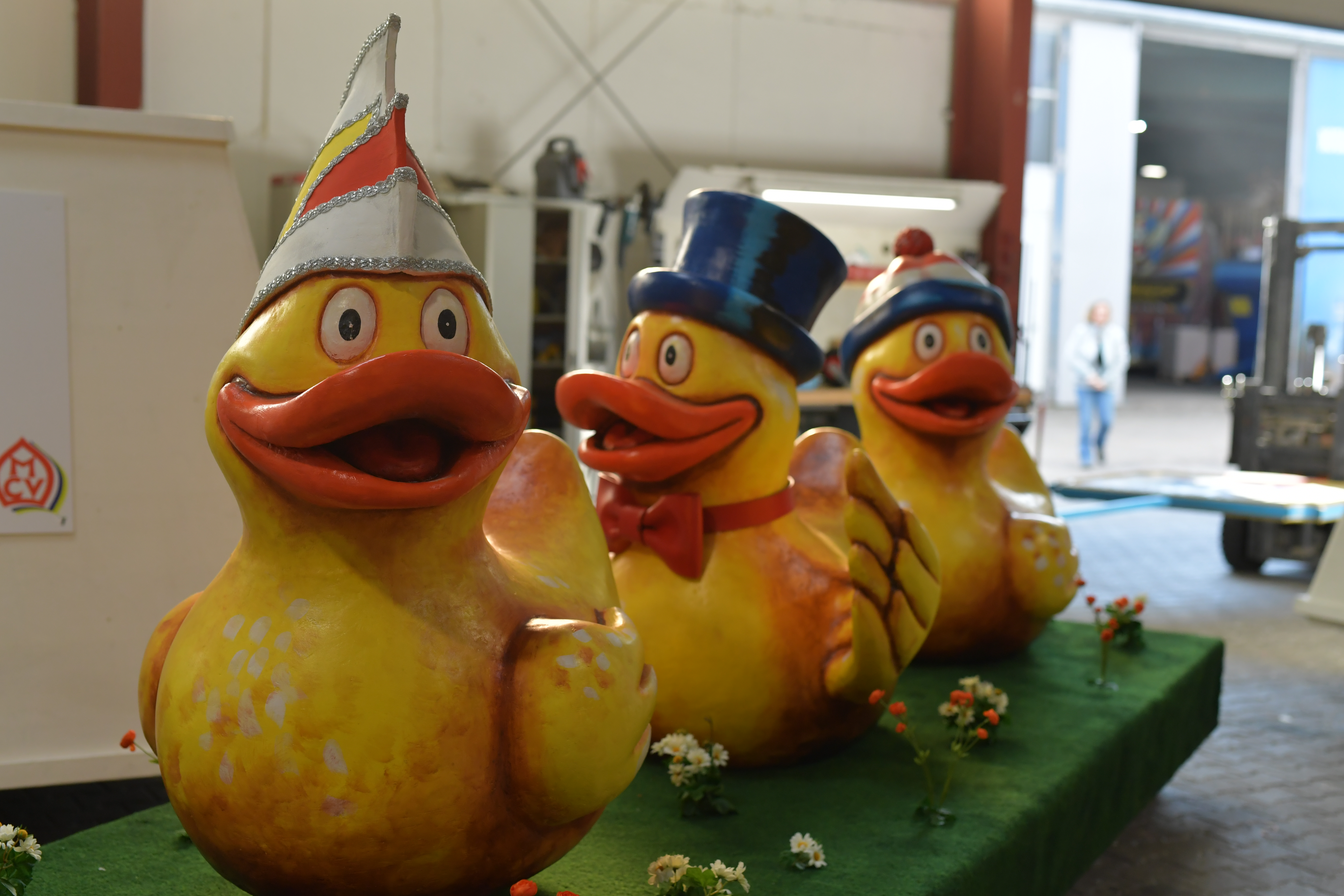
Der Zug-En(d)ten-Nachwuchs wartet in der Wagenhalle des MCV in Mainz-Mombach auf den ersten Einsatz am Rosenmontag 2025.
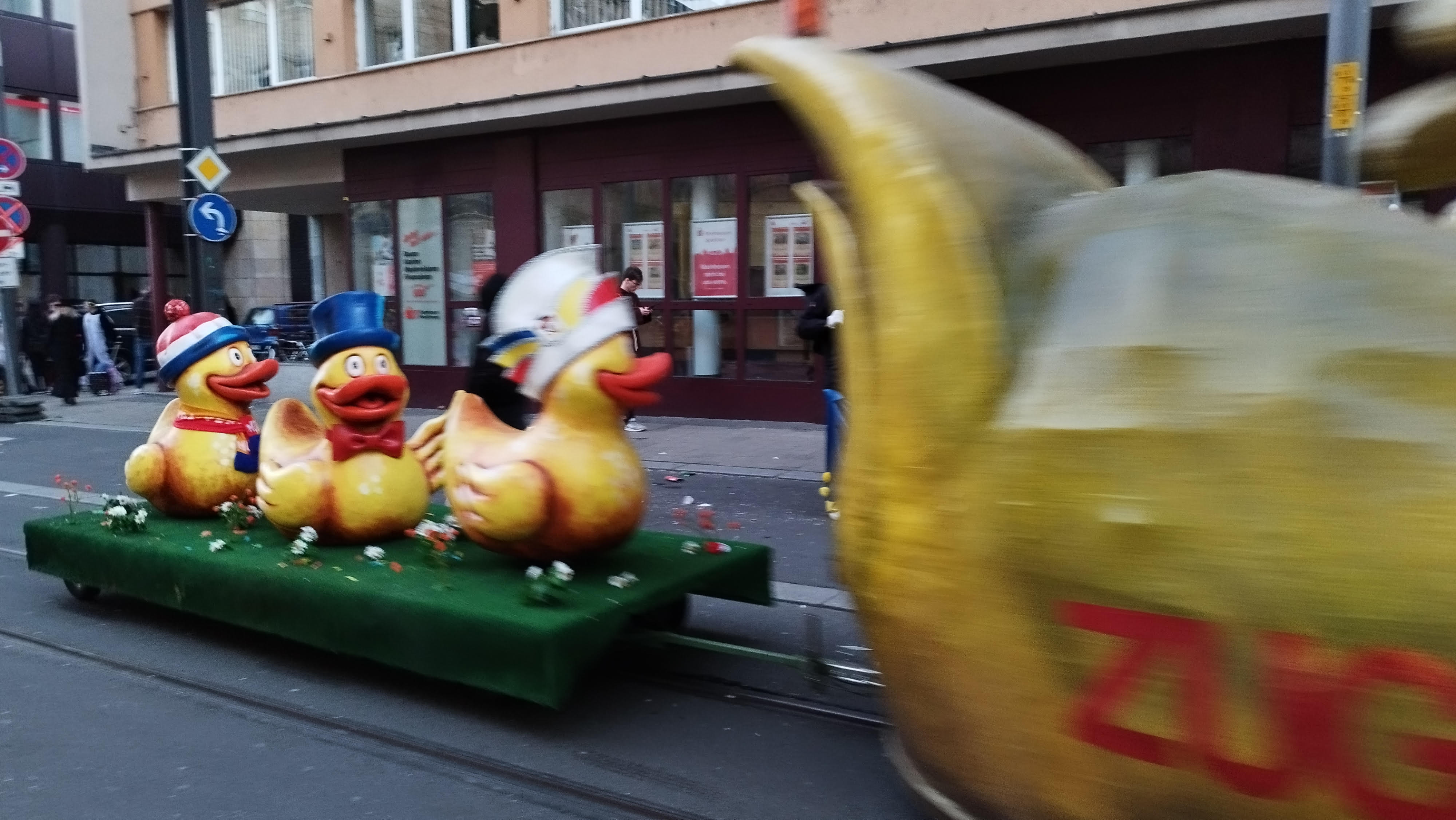
Der erste Ausflug der drei Zugen(d)ten-Kinder hinter der „Mama“.